# NGC 7001
NGC 7001 là một thiên hà xoắn ốc trung gian nằm cách Trái Đất khoảng 300 triệu năm ánh sáng trong chòm sao Bảo Bình. Nó có đường kính ước tính khoảng 106.000 năm ánh sáng. NGC 7001 được phát hiện bởi nhà thiên văn học John Herschel ngày 21 tháng 7 năm 1827 và được quan sát bởi Rudolf Spitaler tháng 9 năm 1891.